# Yekutiel Gershoni
Yekutiel Gershoni (hébreu : יקותיאל גרשוני), né le 28 février 1943 et mort le 14 juillet 2021, est un historien israélien et un ancien champion paralympique,. 

## Biographie
Yekutiel Gershoni est né à Rishon LeZion en 1943. Il commence son service militaire dans les Forces de défense israéliennes en 1961 et devient officier du génie. En novembre 1969, alors qu'il est capitaine dans le corps du génie, il est gravement blessé en tentant de démanteler une mine exploitée à distance. Cette dernière explose et le blesse gravement. La conséquence est dramatique : ses bras doivent être amputés, et sa vue et son audition sont également gravement atteintes. 
Un an après cet accident, Yekutiel Gershoni commence un cycle universitaire en études du Moyen-Orient et en études africaines à l'Université de Tel Aviv. Il obtient avec mention ses deux diplômes, décrochant son doctorat en 1982 à l'Université hébraïque de Jérusalem . 
Yekutiel Gershoni conduit sa carrière académique malgré des difficultés physiques lors de la rédaction de ses publications. De 2000 à 2004, il est chef du département des études sur le Moyen-Orient et l' Afrique à l'Université de Tel Aviv, où il est promu professeur en 1995. En 2001–2002, il est également président de l'Association internationale pour les études libériennes. Yekutiel Gershoni a également été chercheur adjoint et chargé de cours à l'Université de Stanford, à l'Université de Boston et à l'Université de l'Indiana. 
Yekutiel Gershoni était actif dans les sports pour personnes handicapées, participant aux Jeux paralympiques de 1980 et 1984 en course à pied et en saut en longueur. 
Yekutiel Gershoni était marié et père de trois enfants.
Il est décédé le 14 juillet 2021.